# Fusako Kuramochi
Fusako Kuramochi (くらもち ふさこ, Kuramochi Fusako, nom véritable 倉持房子 Kuramochi Fusako, née le 14 mai 1955) dans l'arrondissement de Shibuya à Tokyo, est une mangaka shōjo. Elle fait ses débuts avec Megane-chan no hitorigoto, publié dans la livraison d'automne 1972 de Bessatsu Margaret. Elle quitte l'université d'art de Musashino avant d'en être diplômée.
Son manga Tennen Kokekkō reçoit le prix du manga Kōdansha 1996 pour un manga shōjo puis est adapté au cinéma en 2007. Sa série A-Girl est adaptée en anime OVA par Madhouse en 1993. Elle reçoit le prix culturel Osamu-Tezuka avec son manga Hana ni Somu en 2017.